# Laterální myšlení

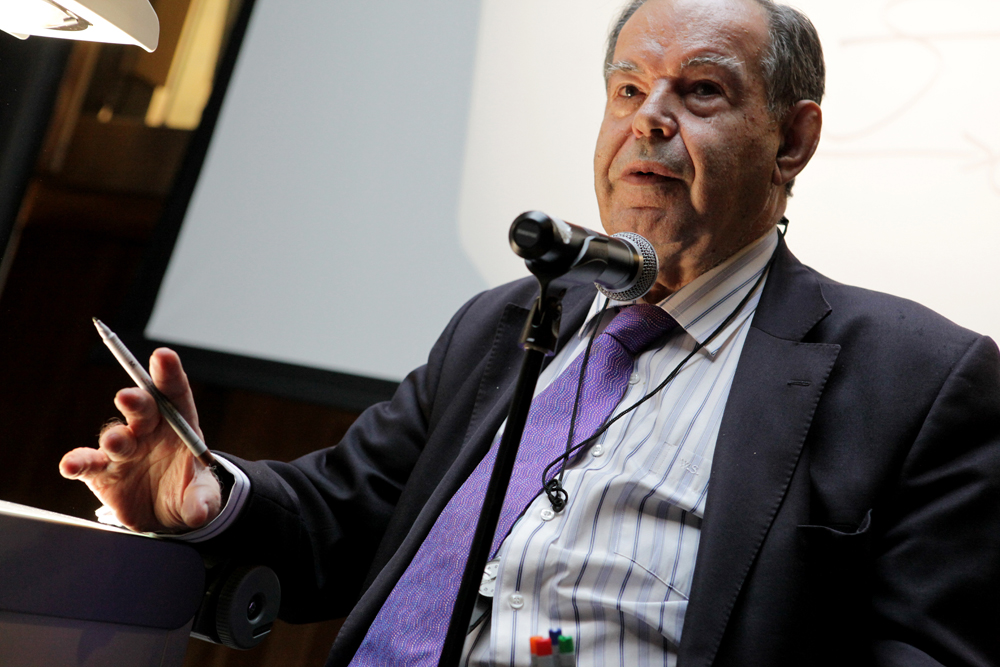
Edward de Bono – The Hub Kings Cross (2009)

Laterální myšlení je způsob myšlení zaměřený především na kreativní řešení problémů. Podstatou laterálního myšlení je nepřímý postup, který klade důraz na vykročení z existujících modelů a rámců myšlení za cílem vyvinout nové nápady, které by nebyly dosažitelné sekvenčním logickým myšlením. Koncept laterálního myšlení zavedl maltský psycholog a kognitivní vědec Edward de Bono. Konceptem laterálního myšlení se zabývá od 70. let a stále vytváří a propaguje tréninkové programy zaměřené na rozvoj laterálního myšlení a kreativního řešení problémů.

## Laterální a vertikální myšlení
De Bono definuje vertikální myšlení jako opak myšlení laterálního.
Jeho koncepce vertikálního myšlení vychází z tradičního kritického myšlení založeném na metodách Sokrata, Platóna a Aristotela. De Bono považuje tento způsob myšlení za založený na dichotomiích typu pravda/nepravda či buď/nebo, které podle něj vytváří vzájemně kontradiktorní argumentaci, ve které se vždy jedna strana snaží co nejvíce posílit vlastní pozici a oslabit pozici druhého. Tento postup podle de Bona nutně vyúsťuje v situaci, kdy se diskutující stávají protivníky, a která vyúsťuje v jediné pravdivé řešení.
Oproti tomu laterální myšlení vychází z paralelního modelu myšlení, ve kterém je kladen na důraz na spolupráci jedinců a jejich nápadů a je odmítán konfrontační styl vertikálního myšlení. Jednotlivá tvrzení jsou prezentována jako paralelní možnosti, nikoliv jako oponující si pozice. Podle de Bona je v paralelním modelu závěr či řešení konstruováno, zatímco v kritickém modelu jsou jednotlivá tvrzení posuzována a je vybíráno jedno správné.
Ačkoliv de Bono přiznává důležitost vertikálního myšlení a považuje jej za komplementární k laterálnímu, zastává také názor, že v myšlení založené na paralelním modelu lépe odpovídá požadavkům moderního světa charakteristického vysokou mírou komplexity.
|                             | Vertikální myšlení            | Laterální myšlení                     |
| --------------------------- | ----------------------------- | ------------------------------------- |
| Lineární                    | Ano                           | Ne                                    |
| Model                       | Rozvíjení existujícího modelu | Restrukturalizace existujícího modelu |
| Směr                        | Krok po kroku, metodický      | Mnoho-směrný, kreativní               |
| Tolerance nejistoty         | Ne                            | Ano                                   |
| Odměňuje                    | Hloubku znalostí              | Šířku znalostí                        |
| Omezeno relevancí informací | Ano                           | Ne                                    |
| Vítá nové přístupy          | Ne                            | Ano                                   |

Další charakteristiky vertikálního a laterálního myšlení
- Vertikální myšlení usiluje o nalezení jediné správné odpovědi, zatímco pro laterální myšlení je rozmanitost a generativita důležitější než správnost.
- Vertikální myšlení je analytické. Laterální myšlení se snaží provokovat a váží si především účinnosti informace.
- Laterální myšlení uznává důležitost vnějších vlivů pro vytváření nových myšlenkových vzorců. Vítá tedy na první pohled irelevantní informace, neboť předpokládá, že čím je myšlenka irelevantnější, tím pravděpodobněji napomůže změně zavedeného vzorce.
- Vertikální myšlení je založeno na postupu krok po kroku, ve kterém je každý krok ověřován a staví na předchozím. Laterální myšlení umožňuje dělat psychické skoky – odklon od logické posloupnosti a nahlížení problému z různých perspektiv.
- Ve výsledku má vertikální myšlení vysokou šanci na nalezení správného řešení. Laterální myšlení častěji selhává, je však schopno produkce inovativních a výjimečných řešení, ke kterým by vertikálním myšlením nebylo možno dospět.

## Metody rozvoje laterálního myšlení
De Bono považuje laterální způsob myšlení za schopnost, kterou je možné se naučit a tím zároveň rozvíjet svou kreativitu. Sám de Bono také vytvořil několik tréninkových programů zaměřených na rozvoj laterálního myšlení.

### CoRT
Prvním programem na rozvoj laterálního myšlení je program CoRT, jehož hlavním cílem je seznámit studující s dvanácti mentálními nástroji a naučit je tyto nástroje v praxi používat. Program obsahuje 60 lekcí rozdělených do 6 bloků po 10 lekcích.
Následuje výčet jednotlivých mentálních nástrojů:
- PMI (Plus, Minus, Interesting points) Klady, zápory, zajímavé myšlenky
- CAF (Consider All Factors) Zvážení všech faktorů
- C&S (Consequence and Sequence) Důsledky a posloupnosti
- APC (Alternatives, Possibilities, Choices) Alternativy, možnosti, volby
- OPV (Other Points of View) Jiné úhly pohledu
- AGO (Aims, Goals and Objectives) Záměry, cíle a úkoly
- TEC (Target, Expand, Contract) Zacílit, expandovat, zúžit
- FOW (Find Other Ways) Nalezení jiných cest
- ADI (Agreement, Disagreement, Irrelevance) Souhlas, nesouhlas, irelevance
- EBS (Examine Both Sides) Zvážení obou stran
- Yes, No, Po (Po z hypothesis/proposal – hypotéza/návrh) užití nápadů kreativně a bez předsudků
- FIP (First Important Priorities) První důležité priority

### Six Thinking Hats

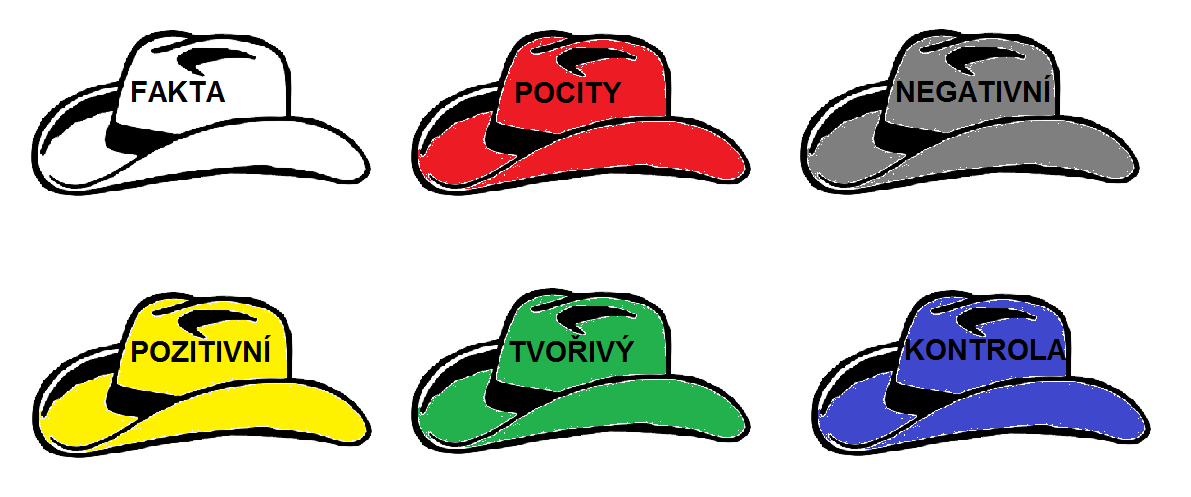
Znázornění modelu Šesti myslících klobouků Edwarda de Bona

Metoda šesti klobouků (Six Thinking Hats) se zaměřuje na rozvoj a aplikaci paralelního modelu myšlení. Zdůrazňuje především, že je důležité při řešení používat různé způsoby myšlení, které by spolu neměly soupeřit, ale vzájemně spolupracovat. Technika je postavena na metafoře šesti klobouků, které symbolizují různé způsoby myšlení a jedinec je v průběhu řešení problému může nasazovat a sundávat.
Dva základní pilíře této techniky jsou:
- Snižování komplexity problému a zmatku způsobeného snahou myslet při jeho řešení všemi způsoby najednou. Tomu napomáhá větší soustředění na jednotlivé mody myšlení a jejich střídání.
- Poskytnutí příležitosti dívat se na problém z mnoha různých perspektiv. Tím se zamezuje předčasné uzavření problému před jeho posouzením ze všech stran.

| Klobouk         | Popis                                                                         |
| --------------- | ----------------------------------------------------------------------------- |
| Bílý klobouk    | Soustředí se na data a faktickou stránku problému                             |
| Červený klobouk | Vyjádření emocí a pocitů, zohlednění intuice                                  |
| Černý klobouk   | Opatrnost a pečlivé přezkoumání, zdali myšlenky a argumenty odpovídají faktům |
| Žlutý klobouk   | Pozitivní myšlení – jaké jsou výhody návrhu, proč by mohl fungovat            |
| Zelený klobouk  | Zaměření na kreativitu, navrhování alternativ, provokativní nápady a změny    |
| Modrý klobouk   | Metakognitivní perspektiva – kontrolování toho jak celý proces probíhá        |

## Kritika konceptu
Kritici de Bonových konceptů a metod mu nejčastěji vytýkají, že jeho pojetí je pouze slabě teoreticky a výzkumně podloženo. Ačkoliv de Bono tvrdí, že jeho metody se staly oblíbenými právě proto, že v praxi fungují, podle mnoha kritiků neexistuje dostatek výzkumné podpory pro jejich efektivitu. Jedním z takovýchto kritiků je kognitivní psycholog Robert Weisberg, který uvádí, že neexistuje dostatek důkazů efektivitě laterálního myšlení. Tvrdí, že kreativní proces lépe popisují mechanismy logického myšlení, pokusu a omylu, zpětné vazby a reflexe.
Další kritika laterálního myšlení spočívá v tom, že koncept laterálního a vertikálního myšlení se do značné míry překrývá s koncepty konvergentního a divergentního myšlení a je tedy nadbytečný. Často bývá také kritizováno de Bonovo vnímání tradičního myšlení založeného na Sókratovské tradici jako čistě konfrontační – kritikové poukazují na případy, kde tento způsob myšlení naopak vede ke spolupráci.